# Zgrada, Ulica braće Radić 4 (Sveti Ivan Zelina)
Zgrada, Ulica braće Radić 4 (Sveti Ivan Zelina), građevina u mjestu i gradu Sveti Ivan Zelina, zaštićeno kulturno dobro.

## Opis
Stambena građevina smještena je u povijesnoj jezgri Svetog Ivana Zeline. Sagrađena je 1822. godine kao jednokatnica nepravilne pravokutne tlocrtne osnove sa širokim drvenim trijemom na istočnoj zabatnoj strani. Prostornu organizaciju kata čine tri povezane reprezentativne prostorije orijentirane prema ulici i zaključene ravnim stropom. Podrumski prostor te kuhinja i hodnik u prizemlju svođeni su češkim svodom. Kuća predstavlja vrijedno ostvarenje stambene arhitekture semiurbane tipologije prve polovine 19. stoljeća. Izvorna stolarija, namještaj i pokućstvo svjedoče o ondašnjem građanskom životu u Zelini.

## Zaštita
Pod oznakom Z-3653 zaveden je kao nepokretno kulturno dobro - pojedinačno, pravna statusa zaštićena kulturnog dobra, klasificirano kao "sakralna graditeljska baština".